# Ritterode
Ritterode ist ein Ortsteil der Stadt Hettstedt im Landkreis Mansfeld-Südharz in Sachsen-Anhalt. Bis zur Eingemeindung am 1. September 2010 gehörte die Gemeinde der am gleichen Tag aufgelösten Verwaltungsgemeinschaft Hettstedt an.

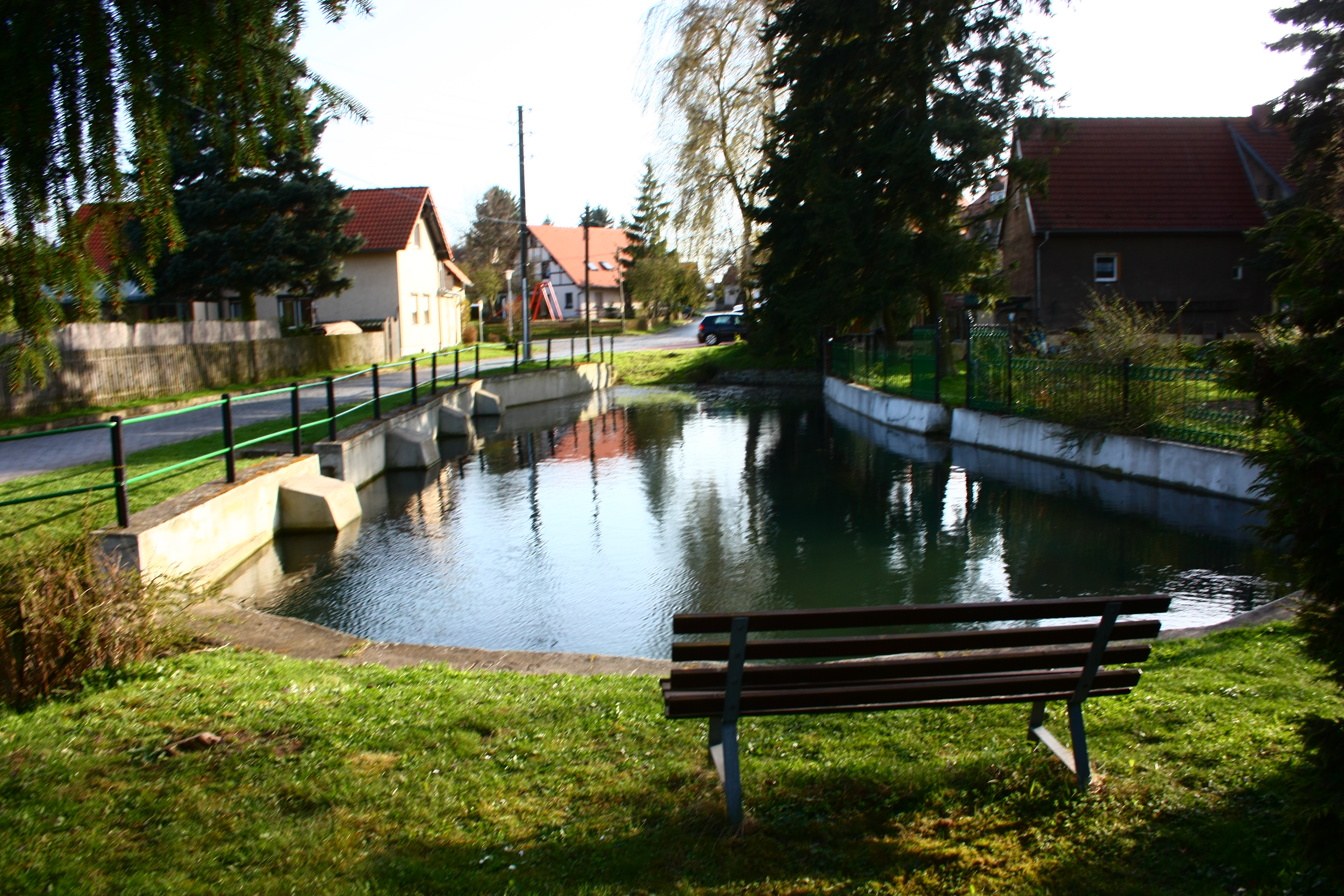
Dorfteich

## Geografie

### Geografische Lage
Ritterode liegt am Rande des Mansfelder Berglandes im Ostharzgebiet ca. 5 km westlich von Hettstedt.

### Gemeindegliederung
Als Ortsteil der Ortschaft ist ausgewiesen:
- Meisberg

## Geschichte
992 wurde der Ort erstmals als Rothirarode urkundlich erwähnt.
Neben Wilrode, Endorf, Nieder-Welbsleben, Quenstedt und den Wüstungen Baderode und Iwerode wird Ritterode (genannt Rouderode) am 13. Juli 1387 aus der Herrschaft Arnstein durch die Grafen von Regenstein an die Grafen von Mansfeld verkauft.
Am 20. Juli 1950 wurde die bis dahin eigenständige Gemeinde Meisberg eingegliedert.

## Politik

### Ehemaliger Gemeinderat
Der Gemeinderat aus Ritterode setzte sich aus 7 Ratsfrauen und Ratsherren zusammen.

### Ehemalige Bürgermeister
Der ehrenamtliche Bürgermeister Dietmar Teupel wurde zum ersten Mal am 9. Februar 2002 gewählt.

## Wirtschaft und Infrastruktur
Wirtschaftliche Grundlage des Ortes ist die Landwirtschaft.

### Verkehr
- Zur Bundesstraße 242, die Halle (Saale) und Harzgerode verbindet, sind es in südlicher Richtung ca. 4 km.